# Some Girls
Some Girls je album grupe The Rolling Stones izdan 1978. To je najprodavaniji album Stonesa u SAD-u, s preko 6 milijuna prodanih primjeraka i smatra se jednim od vrhunaca njihove karijere. Na albumu se nalazi jedan od najvećih hitova grupe, pjesma "Miss You"

## Popis pjesama
1. "Miss You" – 4:48
2. "When the Whip Comes Down" – 4:20
3. "Just My Imagination (Running Away with Me)" – 4:38
4. "Some Girls" – 4:37
5. "Lies" – 3:12
6. "Far Away Eyes" – 4:24
7. "Respectable" – 3:07
8. "Before They Make Me Run" – 3:25
9. "Beast of Burden" – 4:25
10. "Shattered" – 3:47

## Singlovi
- "Miss You"
- "Beast of Burden"
- "Respectable"

## Izvođači
- Mick Jagger - pjevač, piano, gitara
- Keith Richards - gitara, bas-gitara, pjevač
- Ron Wood - gitara, bas-gitara
- Charlie Watts - bubnjevi
- Bill Wyman - bas-gitara

## Top ljestvice

### Album
| Godina | Ljestvica            | Pozicija |
| ------ | -------------------- | -------- |
| 1978.  | UK Top 75 Albumi     | #2       |
| 1978.  | Billboard Pop Albumi | #1       |

### Singlovi
| Godina | Singl             | Ljestvica             | Pozicija |
| ------ | ----------------- | --------------------- | -------- |
| 1978.  | "Miss You"        | UK Top 75 Singles     | #3       |
| 1978.  | "Miss You"        | The Billboard Hot 100 | #1       |
| 1978.  | "Beast Of Burden" | The Billboard Hot 100 | #8       |
| 1978.  | "Respectable"     | UK Top 75 Singles     | #23      |

## Vanjske poveznice
- allmusic.com   Arhivirana inačica izvorne stranice od 7. ožujka 2021. (Wayback Machine) - Some Girls